# 心筋
心筋（しんきん、英語: cardiac muscle、heart muscle 、myocardium）は、心臓を構成する筋肉のことをいう。
心筋は、骨格筋と同じ横紋筋であるが、骨格筋は随意筋で多核の細胞でできているのに対して、心筋は単核の細胞も存在し、不随意筋である。成人のヒトでは70%が単核、30%が2核である。マウスの成体の場合、80%以上が2核となっている。また、ゼブラフィッシュは99%以上単核である。このように、生物の種によって細胞質分裂を伴わない核分裂、核内倍化の起こりやすさの違いによって、構成は異なっている。
心筋細胞の細胞膜は、一定間隔で自発的に脱分極し、自律的に収縮・弛緩を繰り返す。膜電位の変化を伝える横管系はZ線近傍で陥入し、筋形質小胞体の一つの終末槽と二つ組を形成している。
細胞質には、ミトコンドリアやグリコーゲン顆粒が豊富で、これは自律的に常に収縮、弛緩を繰り返す心臓のエネルギー供給に役立っている。
横紋構造を取る筋原線維束が発達した心筋細胞(作業心筋)に加え、特殊化した心筋細胞も存在する。心房には血圧と血流の制御に関連し、血管平滑筋を弛緩させる活性を持つ心房性ナトリウム利尿ペプチド(ANP)と呼ばれるペプチドホルモンを合成、分泌する心房筋内分泌細胞(ANP産生細胞)が存在する。また、心臓の収縮と弛緩のリズムを同期させるために、電気的興奮(膜電位の脱分極性変化)の伝導を担う特殊に分化した特殊心筋がある。
心筋細胞は介在板により結ばれ、心筋線維を形成する。心筋線維は静止時には細胞外に対して-50～-90mVの膜電位を有する。骨格筋の絶対不応期は1～3msecなのに対して、心筋の絶対不応期は200msecと長い。

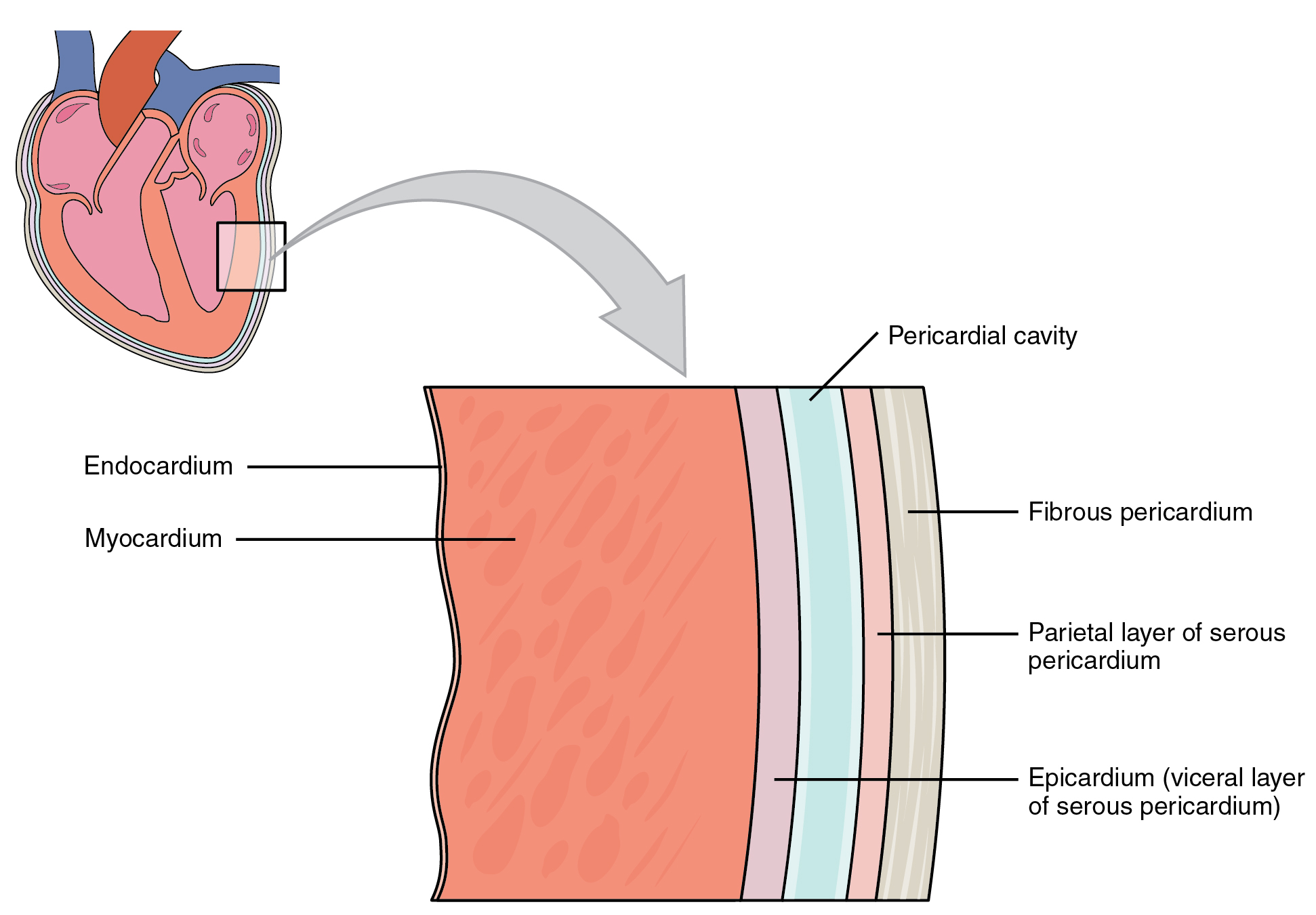
心臓壁の断面図。内側から心内膜、心筋層、心外膜、心膜腔（心膜液の層）、心嚢、線維性心膜
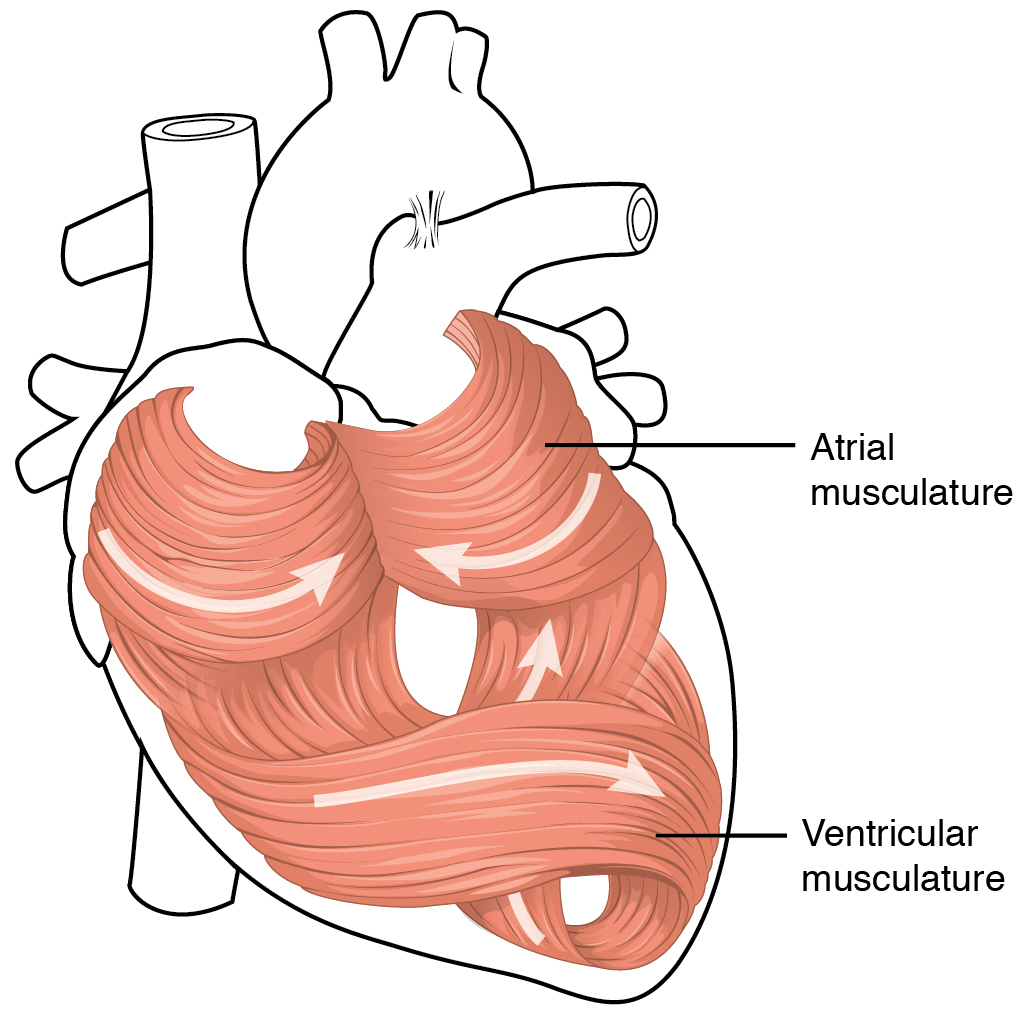
心筋の渦を巻く構造は、心臓機能を効果的にする
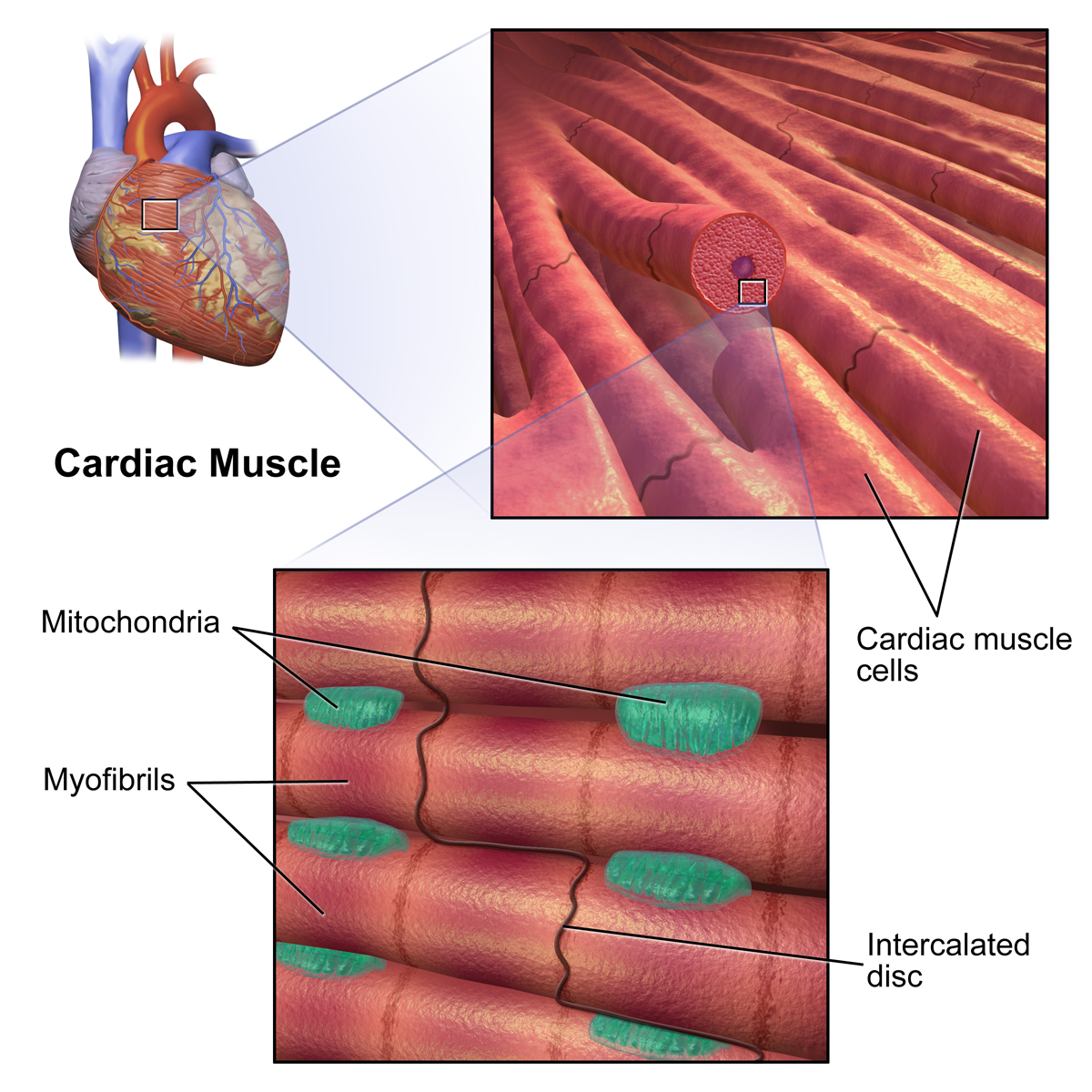
心筋の構造 心筋細胞は介在板で接続され筋となり、ミトコンドリアがエネルギーを賄っている

## 心筋の顕微解剖
上記の通り心筋は横紋筋であるので光学顕微鏡下でも横紋を認める。低倍率では網状構造がよく見える。まれに細胞辺縁に黄褐色の顆粒構造を認めるが、これは心筋が安定組織であるために生成され排泄されない老廃物、いわゆるリポフスチン顆粒である。